# Арисол, Доминик
Доминик Арисол (англ. Dominic Arrisol; род. 5 августа 1992, Сейшельские Острова) — сейшельский шоссейный велогонщик.

## Карьера
Многократный чемпион Сейшел в групповой и индивидуальной гонке. Неоднократно принимал участие на чемпионате Африки по шоссейному велоспорту.
В 2014 году участвовал в Играх Содружества 2014 в Глазго (Шотландия). На них сначала занял последнее 45-е место в индивидуальной гонке, уступив более 13 минут её победителю британцу Алексу Даусетту. А затем в групповой гонке, проходившей под проливным дождём он как и большинство участников, сошёл с дистанции. Из 139 стартовавших финишировать сумели только 12 человек.
Летом 2015 года на Играх островов Индийского океана занял третье место в командной гонке вместе с Фади Конфианце, Крисом Жерменом и Ахмадом Арисолом.

## Достижения
2013
 Чемпионат Сейшел — групповая гонка
 Чемпионат Сейшел — индивидуальная гонка
Independence Day Race
2015
 Игры островов Индийского океана — командная гонка (с Фади Конфианце, Крисом Жерменом и Ахмадом Арисолом)
2016
 Чемпионат Сейшел — индивидуальная гонка
Labour Tour :
Генеральная классификация
2-й этап (ITT)
2-й (TTT) и 3-й этапы Mid-Year Tour
Peter Alphonse Memorial
2-й Чемпионат Сейшел — групповая гонка
2017
 Чемпионат Сейшел — индивидуальная гонка
2-й Чемпионат Сейшел — групповая гонка

## Рейтинги
| Год                 | 2017   |
| ------------------- | ------ |
| Мировой рейтинг UCI | 2480-й |
| Африканский тур UCI | 210-й  |
|                     |        |
| Источник: UCI       |        |